# Dražen Ladić
Dražen Ladić (ur. 1 stycznia 1963 w Čakovcu) – były chorwacki piłkarz grający na pozycji bramkarza.

## Kariera piłkarska
W latach 80. bronił barw Varteksu Varaždin i Iskry Bugojno. Przez większą część swojej kariery związany był jednak z Dinamem Zagrzeb.

## Sukcesy piłkarskie
- mistrzostwo Chorwacji 1993, 1996, 1997 i 1998 oraz Puchar Chorwacji 1994, 1996 i 1997 z Dinamem Zagrzeb.

W reprezentacji Chorwacji od 1990 do 2000 roku rozegrał 59 meczów – wywalczył III miejsce na Mistrzostwach Świata 1998 oraz start w Euro 1996 (ćwierćfinał). W reprezentacji Jugosławii w 1991 roku rozegrał 2 mecze.

## Odznaczenia
- Order Chorwackiej Koniczyny (1998)[1]
- Order Chorwackiej Jutrzenki w kategorii sport (2018)[2]